# Distretto di Pausa
Il distretto di Pausa è uno dei dieci distretti della provincia di Paucar del Sara Sara, in Perù. Si trova nella regione di Ayacucho e si estende su una superficie di 242,78 chilometri quadrati.

Ha per capitale la città di Pausa e nel censimento del 2005 contava 3.242 abitanti.